# Globaler Biodiversitätsrahmen von Kunming-Montreal

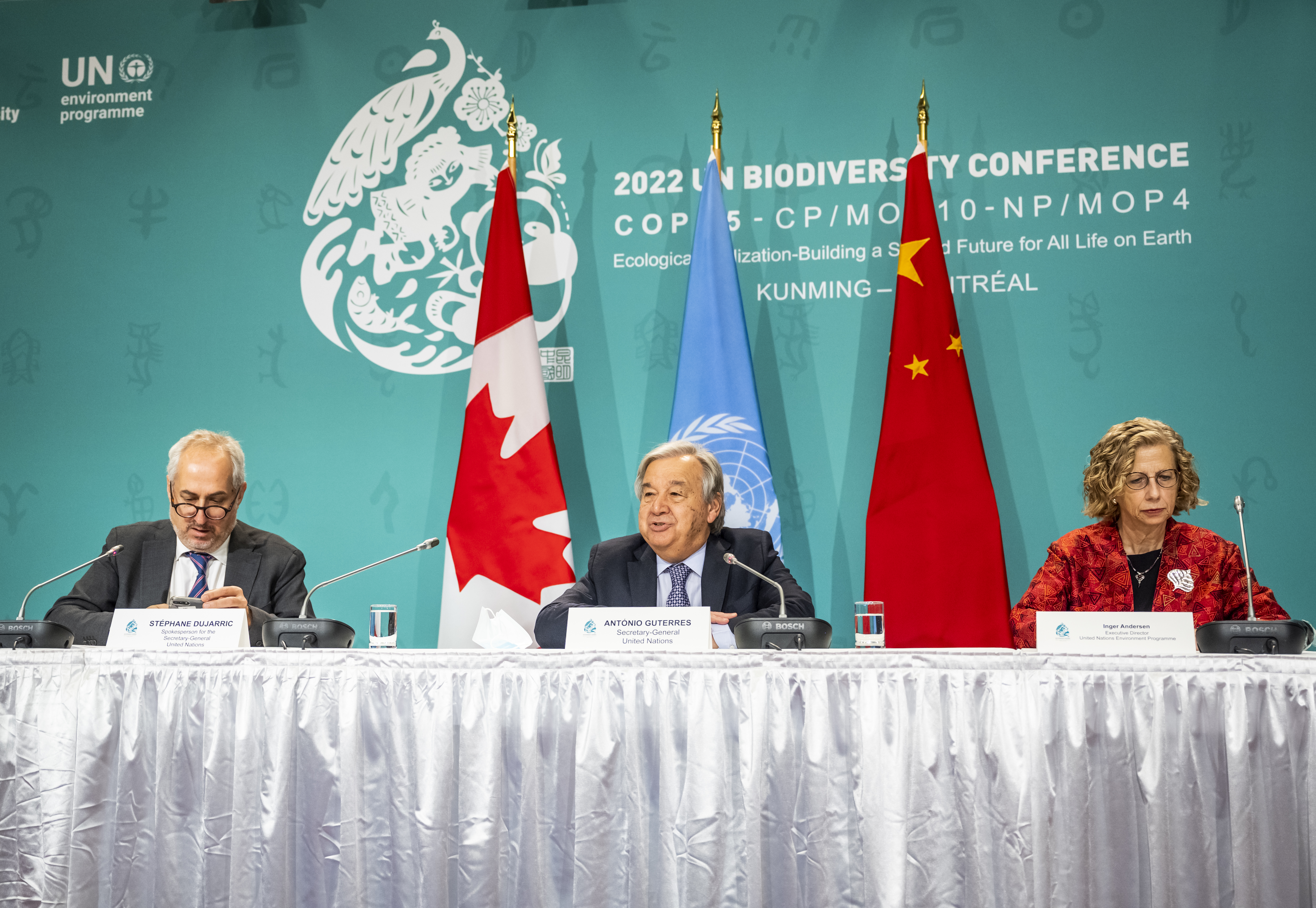
UN-Generalsekretär Antonio Guterres bei der Abschlusserklärung der 15. COP des Übereinkommens über die biologische Vielfalt

Der Globale Biodiversitätsrahmen von Kunming-Montreal ist ein völkerrechtlicher Vertrag, der 19. Dezember 2022 von den Vertragsstaaten auf der 15. COP des Übereinkommens über die biologische Vielfalt im kanadischen Montreal geschlossen wurde, nachdem der geplante Konferenzort im chinesischen Kunming wegen der Covid-19-Pandemie ausgefallen war. Die Rahmenvereinbarung umfasst vier zentrale Ziele und 23 Unterziele, zu deren Erreichung sich die Vertragsstaaten bis 2050 verpflichtet haben.

## Zielsetzungen
Der Rahmenvertrag umfasst vier übergeordnete Zielsetzungen (sogenannte Statusziele) und untergeordnete 23 Zielvorgaben (Handlungsziele). Die vier Statusziele sind:
1. Die Unversehrtheit, Widerstandsfähigkeit und Vernetzung von Ökosystemen soll geschützt, verbessert oder wiederhergestellt werden. Gleichzeitig sollen die Gebiete natürlicher Ökosysteme stark vergrößert werden. Zudem soll das menschengemachte Aussterben bedrohter Arten gestoppt und die allgemeine Aussterberate aller Arten um das Zehnfache reduziert werden. Die Populationen einheimischer, wild lebender Arten sollen auf ein gesundes und widerstandsfähiges Niveau erhöht sowie die genetische Vielfalt innerhalb der Arten erhalten werden,
2. Die biologische Vielfalt soll nachhaltig genutzt und bewirtschaftet, um so die Beiträge der Natur für den Menschen, einschließlich der Ökosystemfunktionen und -leistungen zu schützen und zu verbessern. Die Arten, die sich derzeit im Rückgang befinden, wiederhergestellt werden, um eine nachhaltige Entwicklung zum Nutzen der heutigen und künftiger Generationen zu ermöglichen,
3. Die monetären (und nichtmonetären) Vorteile aus der Nutzung genetischer Ressourcen sowie dem traditionellen Wissen im Zusammenhang mit genetischen Ressourcen werden fair und gerecht aufgeteilt, gegebenenfalls auch mit indigenen Völkern und ortsansässigen Gemeinschaften. Gleichzeitig soll sichergestellt werden, dass traditionelles Wissen im Zusammenhang mit genetischen Ressourcen angemessen geschützt wird.
4. Bereitstellung und Zugänglichkeit von angemessenen Mitteln zur vollständigen Umsetzung des globalen Biodiversitätsrahmens (inkl. finanzielle Ressourcen, Kapazitätsaufbau, technische und wissenschaftliche Zusammenarbeit sowie Zugang und Transfer von Technologie). Die Finanzierungslücke im Bereich der biologischen Vielfalt in Höhe von 700 Milliarden US-Dollar pro Jahr soll schrittweise geschlossen und die Finanzströme mit dem globalen Biodiversitätsrahmen und der Vision 2050 für die biologische Vielfalt in Einklang gebracht werden.